# 제이슨 웨이드
제이슨 웨이드 (Jason Michael Wade) (1980년 7월 5일 ~ 미국 캘리포니아주 캐머릴로 출신)는 미국의 록밴드 라이프하우스의 리드 보컬이자 작곡가이며 기타리스트다.

## 생애
제이슨 웨이드는 1980년 미국 캘리포니아주 캐머릴로에서 태어났다. 그의 부모는 기독교 선교사로 웨이드는 어린 시절부터 이 나라 저 나라로 옮겨 다니며 살았다. 그와 그의 부모, 누나 (제이미 웨이드 - Jamie Wade)는 일본, 하와이, 태국, 싱가폴, 홍콩 등 여러 곳으로 옮겨 다니며 살았고 제이슨은 홍콩 국제 학교 (Hong kong international school)를 다녔다. 그 후, 길고 긴 타지 생활을 마치고 미국으로 돌아온 그의 가족은 오리건주 포틀랜드에 정착하였다. 그의 아버지는 웨딩 컨설턴트로 일하였으며 제이슨은 홈스쿨링을 통하여 교육받았다. 그는 단 한번도 음악 관련 레슨이나 수업을 받지 못했다. 14살 때 기타를 독학하여 연주하기 시작했다. 그가 음악 경력을 막 시작한 초반에는 캘리포니아에 위치한 말리부 바인야드 교회 (Malibu Vineyard church)에서 반주를 하였다. 그는 여전히 캘리포니아에 살고 있다.
웨이드의 부모는 그가 12살 이던 해에 이혼하였다. 그리고 그는 그의 어머니, 누나와 함께 워싱턴주 포트 오차드로 이주한다. 이 시절부터 그는 기타 연주를 독학하기 시작했는데 작곡과 작사도 조금씩 하기 시작했다. 몇 년 뒤, 제이슨과 그의 어머니는 캘리포니아주 [[로스 앤젤레스|LA]로 이주 하였다. 제이슨은 이 때 옆 집에 살던 친구와 라이프하우스 (원래는 Blyss라는 이름의 밴드였다.) 결성한다. 이 때 결성한 라이프하우스는 현재 200만 건의 싱글과 앨범을 전세계적으로 판매한 유명 밴드가 되었다.